# Lommarydsjön
Lommarydsjön är en sjö i Uppvidinge kommun i Småland och ingår i Mörrumsåns huvudavrinningsområde. Sjön har en area på 0,11 kvadratkilometer och ligger 278,6 meter över havet.

## Delavrinningsområde
Lommarydsjön ingår i det delavrinningsområde (633027-145882) som SMHI kallar för Utloppet av Madkroken. Medelhöjden är 223 meter över havet och ytan är 66,65 kvadratkilometer. Räknas de 12 avrinningsområdena uppströms in blir den ackumulerade arean 244,42 kvadratkilometer. Avrinningsområdets utflöde Mörrumsån (Åbyån) mynnar i havet. Avrinningsområdet består mestadels av skog (66 procent). Avrinningsområdet har 13,17 kvadratkilometer vattenytor vilket ger det en sjöprocent på 19,7 procent.